# Mangalia
Mangalia je mesto in pristanišče v Romuniji. Mesto leži na jugovzhodu države, ob Črnem morju. Na mestu današnje Mangalie je obstajalo antično mesto Kalatida.